# Epactoides hanskii
Epactoides hanskii är en skalbaggsart som beskrevs av Olivier Montreuil 2005. Epactoides hanskii ingår i släktet Epactoides och familjen bladhorningar. Inga underarter finns listade i Catalogue of Life.